# Birdy (pel·lícula)
Birdy és una pel·lícula estatunidenca dirigida per Alan Parker i estrenada l'any 1984. Va guanyar el Gran premi del Festival de Canes l'any 1985. Ha estat doblada al català.

## Argument
Dos amics d'infantesa tornen de la guerra del Vietnam marcats per sempre: Birdy comença una llarga estada a l'hospital i no surt mai més del seu mutisme. Prostrat, aïllat, passa hores mirant el cel i somiant de poder volar com un ocell. Del seu costat, el seu amic Al, greument ferit a la cara en els combats, decideix llavors entrar en el seu joc per ajudar-lo a evadir-se.

## Repartiment
- Matthew Modine: Birdy
- Nicolas Cage: Al Columbato
- John Harkins: Metge Weiss
- Sandy Baró: Senyor Columbato
- Karen Young: Hannah Rourke
- Bruno Kirby: Renaldi
- Nancy Fish: Madame Prevost
- George Buck: Pare de Birdy
- Dolores Prudent: Mare de Birdy
- Robert L. Ryan: Joe Sagessa
- James Santini: Mario Columbato
- Maude Winchester: Doris Robinson
- Marshall Bell: Ronsky
- Richard Mason: Soldat ferit

## Producció

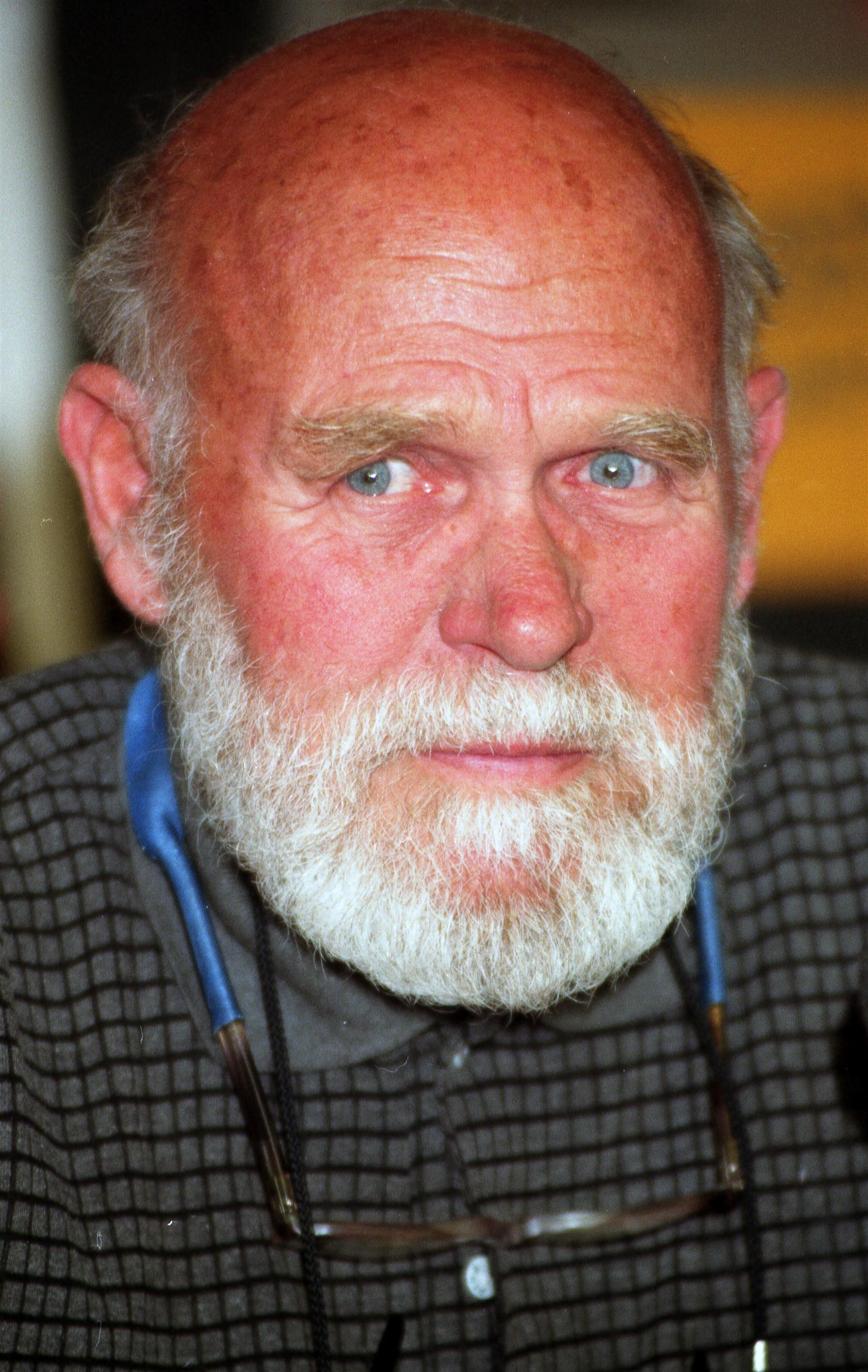
William Wharton, autor de la novel·la Birdy.

### Desenvolupament
La pel·lícula és l'adaptació cinematogràfica de la novel·la Birdy de William Wharton. Aquest últim s'havia inspirat de la seva pròpia experiència de soldat durant la Segona Guerra mundial. No obstant això, per lligar més amb l'època de la pel·lícula, la història s'ha modificat per situar-la durant la guerra del Vietnam

### Càsting
En un principi, Matthew Modine havia fet una audició pel paper d'Al. Però Alan Parker prefereix donar-li el paper de Birdy.
Danny Glover, poc conegut a l'època, ha tingut un petit paper, finalment tallat al muntatge.

### Rodatge
La pel·lícula ha estat rodada a Califòrnia (Santa Clara, San José, etc.) així com a Filadèlfia a Pennsylvanie i Wildwood a Nova Jersey.
Birdy és el primer llargmetratge que fa servir una skycam, sobretot per l'escena en que Birdy somnia vola.

### Banda original
És la primera banda original de pel·lícula composta per Peter Gabriel. Ha treballat amb Alan Parker que sabia ja més o menys el que volia. Gravada en un cap de setmana, conté sons ja existents (enlairament i cants d'ocells) així com ritmes indis que són a continuació mesclats. És el que confereix a la pel·lícula l'univers tan particular.

## Premis i nominacions

### Premis
- Nacional Board of Review Awards 1984: Top Ten films[5]
- Festival de Canes 1985: Gran premi del Jurat
- Festival internacional de cinema de Varsovia 1987: premi del públic

### Nominacions
- Festival de Canes 1985: en competició oficial per la Palma d'or

## Al voltant de la pel·lícula
Birdy reprèn temes volguts per Alan Parker: l'amistat, la llibertat, la bogeria així com la guerra i les seves conseqüències (sobretot la del Vietnam en la pel·lícula).
Ciutat principal de la pel·lícula, es pot veure-hi l'estàtua de William Penn a la plaça de l'ajuntament. Aquesta estàtua és el tema d'una anècdota important en la història de les dues protagonistes.